# Ballantrae
Ballantrae, schottisch-gälisch: Baile na Tràgha, ist eine Ortschaft in der schottischen Council Area South Ayrshire. Sie liegt im Süden der Region jeweils rund 21 Kilometer südwestlich von Girvan und nördlich von Stranraer an der Ballantrae Bay, einer Bucht an der Irischen See. In diese mündet der Stinchar ein, der Ballantrae im Süden tangiert.
Die Ortschaft ist namensgebend für den Roman Der Junker von Ballantrae des schottischen Schriftstellers Robert Louis Stevenson. Mit der Windmühle von Ballantrae sowie dem Kennedy Mausoleum an der Ballantrae Parish Church befinden sich zwei Denkmäler der höchsten schottischen Denkmalkategorie A in Ballantrae.

## Geschichte
Bronzezeitliche Spuren finden sich im Souterrain von Ballantrae Bridge.
Die Ortschaft liegt an der südlichen Grenze des historischen Distrikts Carrick. Um diese zu sichern errichtete der dort herrschende Clan Kennedy in der Mitte des 15. Jahrhunderts auf einem Vorsprung am Stinchar das Tower House Ardstinchar Castle. Der Fischerort Ballantrae war zu dieser Zeit als Schmugglerversteck bekannt, in dem raue Sitten herrschten. Im Jahre 1541 wurde die Ortschaft als Burgh of Barony installiert. Der Status wurde zwischenzeitlich wieder aufgehoben.
Zur Stärkung des Fischereiwesens wurde ein befestigter Seehafen erbaut. Die Gesamtkosten beliefen sich auf 6000 £. Ballantrae wuchs zum Zentrum der Fischfangs im südwestlich Schottlands an, sodass 1879 knapp 1900 Personen dort von der Fischerei lebten. Heute ist Ballantrae touristisch geprägt.
Wuchs die ständige Einwohnerzahl im Jahre 1881 noch auf 742 an, so lebten 1861 noch 420 Personen in Ballantrae. Bei Zensuserhebung 1991 wurden nur noch 293 Einwohner gezählt.

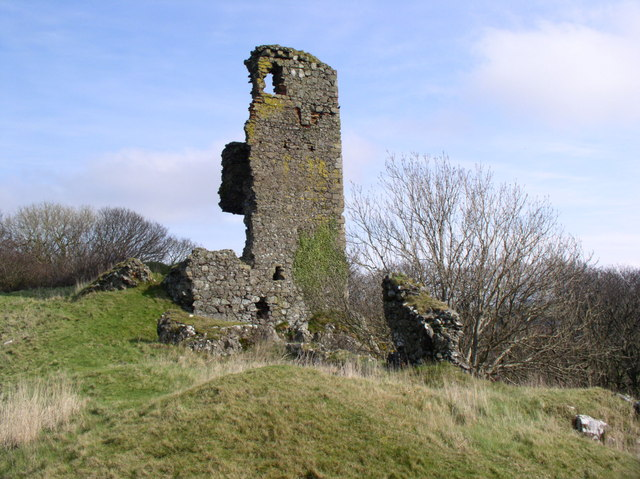
Ruine von Ardstinchar Castle
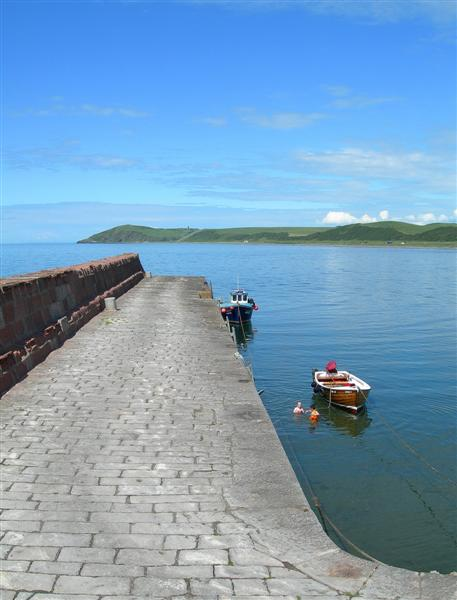
Pier von Ballantrae
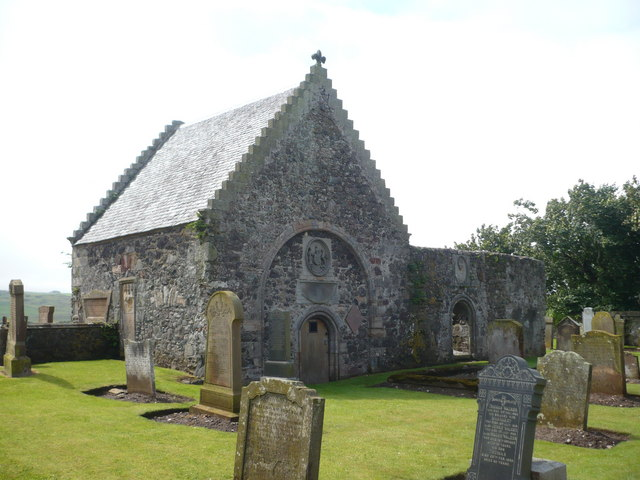
Kennedy Mausoleum und Überreste der alten Pfarrkirche

## Verkehr
Ballantrae ist direkt an der A77 (Glasgow–Stranraer) gelegen, welche die Hauptstraße bildet. Die B7044 führt über die B734 nach Osten bis zur A714 (Girvan–Braehead). Fährverbindungen nach Nordirland bestehen ab dem rund 15 km südlich gelegenen Cairnryan. Sie enden in Belfast beziehungsweise in Larne.